# Спица, Иван Иванович
Иван Иванович Спица (1919—1992) — советский военный деятель и инженер, генерал-майор, кандидат технических наук. Начальник ЦКИКИСЗиКО МО СССР (1965—1971).

## Биография
Родился 7 сентября 1919 года в селе Гавронцы Украинской ССР.
С 1936 по 1939 год обучался в Ленинградском военном училище связи. С 1939 по 1940 год служил в РККА в Отдельном батальоне связи в должности взводного и ротного командира.
С 1941 по 1944 год участник Великой Отечественной войны в составе 136-й стрелковой дивизии 38-й армии в должностях командира роты и батальона связи, с 1942 года — начальник связи этой дивизии. Воевал в составе Ленинградского, Волховского и 1-го Украинского фронтов, был участником Ленинградской стратегической оборонительной операции, в Курской битве, в Киевской наступательной операции, в Корсунь-Шевченковской операции и Сандомирско-Силезской операции. В 1942 и в 1943 годах в боях был ранен. С 1944 по 1947 год на педагогической работе в Куйбышевском военном училище связи..
С 1947 по 1950 год обучался в Военной академии связи имени С. М. Будённого. С 1950 по 1953 год служил в Управлении связи ГШ ВС СССР в должности старшего офицера отдела оперативной подготовки. С 1953 по 1954 год служил в Штабе командующего Войск связи МО СССР в качестве старшего офицера второго отдела. С 1954 по 1957 год на научно-исследовательской работе в Первом управлении Государственном плановом комитете СССР в качестве старшего инженера седьмого отдела и руководителя группы связи и транспорта. И. И. Спица являлся представителем ГШ ВС СССР при проведении ядерных испытаний, в 1954 году был участником тактических учений на Тоцком полигоне с применением ядерного оружия.
С 1957 по 1971 год на научно-исследовательской работе в Центра контрольно-измерительного комплекса искусственных спутников Земли и космических объектов Министерства обороны СССР (Краснознаменск, Московская область): с 1957 по 1960 год — начальник отдела связи и службы единого времени, с 1960 по 1962 год — начальник связи — заместитель начальника Центра по связи, с 1962 по 1965 год — заместитель начальника Центра по электронно-счетным устройствам связи и службе единого времени. С 1965 по 1971 год — начальник этого Центра, одновременно являлся заместителем начальника ЦУКОС — ГУКОС РВСН СССР. В 1959 году защитил диссертацию на соискание учёной степени кандидат технических наук. В 1962 году Постановлением СМ СССР И. И. Спице было присвоено военное звание генерал-майор.
С 1971 года после увольнения из Вооружённых сил СССР, на научно-исследовательской работе в Институте медико-биологических проблем в должности руководителя телеметрической лаборатории, был руководителем Государственной комиссии по космическому аппарату «Космос». С 1985 года на научно-исследовательской работе в НПО «Молния», был одним из участников выбора резервной посадочной полосы для орбитального корабля-ракетоплана «Буран».
Скончался 2 декабря 1992 году в Москве, похоронен на Востряковском кладбище.

## Награды
- Орден Красного Знамени (30.12.1956)
- два ордена Отечественной войны II степени (11.08.1944, 08.09.1944) и I степени (06.04.1985[4])
- Орден Трудового Красного Знамени (1968)
- три ордена Красной Звезды (17.10.1943, 19.11.1951, 17.06.1961)
- Медаль «За боевые заслуги» (05.11.1946)
- Медаль «За оборону Ленинграда»
- Медаль «За оборону Кавказа»
- Медаль «За победу над Германией в Великой Отечественной войне 1941—1945 гг.»[5][2][3]